# Hrachia Nersisyan
Hrachia Nersisyan, en arménien : Հրաչյա Ներսիսյան, né le 24 novembre 1895 et mort le 6 novembre 1961 à Erevan, est un acteur soviétique. Il est enterré au Panthéon Komitas d'Erevan.

## Carrière
Il a notamment joué dans les films Namus, Pepo, Zangezur, David Bek et Tjvjik.